# مسلم البراک

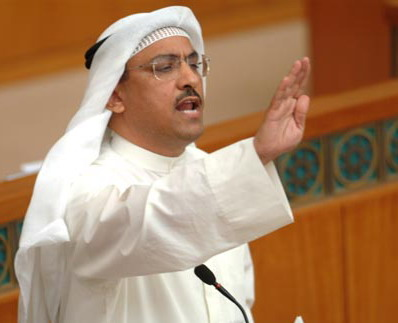
مسلم البراک

مسلم محمد حمد ناصر البراک المطیری (متولد ۳۰ ژانویه ۱۹۵۶) عضو سابق مجلس ملی کویت برای انتخابات منطقه چهارم بود.

## مدارک تحصیلی و تجربه عملی
- فارغ‌التحصیل از دانشگاه کویت، گروه جغرافیا.
- عضو شهرداری برای محافظت از مواد غذایی استان فروانیه در کویت
- رئیس سندیکای کارگران شهرداری کویت و استهلاک
- عضو شورای اجرایی مجمع عمومی اتحادیه کارگران کویت
- مدیر مؤسسه کار آموزش و پرورش
- معاون وزیر عرب، اتحادیه کارگران شهرداری، امور، کارگری
- عضو مجلس ملی کویت در سالهای 1996 , 1999 , 2003 , 2006 , 2008 , 2009 و فوریه 2012[۲]
- یکی از اعضای جمعی از کار مردم

## محاکمه
در روز دوشنبه ۱۵ آوریل ۲۰۱۳ حکم دادگاه بدوی به پنج سال زندان برای او به همراه بود.